# 自力
| ウィキペディアには「自力」という見出しの百科事典記事はありません（タイトルに「自力」を含むページの一覧/「自力」で始まるページの一覧）。 代わりにウィクショナリーのページ「自力」が役に立つかもしれません。 |